# Resolució 711 del Consell de Seguretat de les Nacions Unides
La Resolució 711 del Consell de Seguretat de les Nacions Unides, va ser aprovada sense sotmetre's a votació, el 12 de setembre de 1991, després d'haver examinat la petició de Lituània per poder ser membre de les Nacions Unides. En aquesta resolució, el Consell de Seguretat de l'ONU va recomanar a l'Assemblea General l'acceptació de Lituània com a membre.
El mateix dia, el Consell va adoptar idèntiques resolucions la 709 sobre Estònia i la 710 en relació amb Letònia. Els tres estats bàltics van ser repúbliques socialistes soviètiques de la Unió Soviètica des de 1945.
El 17 de setembre de 1991, l'Assemblea General va admetre a Lituània mitjançant la Resolució 46/6.1